# Live at CBGB's
Live at CBGB's é um CD oficial ao vivo da banda VAST que foi lançado em 2006. Foi vendido online, por meio de download.

## Faixas do CD
1. "Intro" – 1:45
2. "Turquoise" – 3:19
3. "Here" – 3:52
4. "Pretty When You Cry" – 3:50
5. "Falling from the Sky" – 3:14
6. "Thrown Away" – 4:01
7. "Touched" – 4:24
8. "I Don't Have Anything" – 3:21
9. "I Can't Say No (To You)" – 3:48
10. "That's My Boy" – 4:06
11. "The Last One Alive" – 3:57
12. "Free" – 3:15
13. "Desert Garden" – 3:26
14. "Tattoo of Your Name" – 3:31
15. "You're Too Young" – 3:02
16. "Temptation" – 3:27